# 我要成名
《我要成名》是2006年由劉國昌執導的一部香港電影，劉青雲和霍思燕主演。亦獲得不少影壇當紅演員以及工作人員的鼎力支持，包括梁家輝、鄭伊健、周麗淇、薛凱琪、黎耀祥、余安安、劉丹、谷祖琳。幕後人員包括董瑋、陳嘉上、許鞍華、趙良駿等均以真實身份出演，使得觀衆在欣賞整部電影時更加貼近電影界最真實的一面。刘青云凭借本片获得第一座香港电影金像奖最佳男主角。

## 情节
劇情是介紹香港娛樂圈的現實生活，由實力派演員潘家輝及其內地徒弟新晉女演員吳曉菲演繹出娛樂圈中追求一夜成名背後的辛酸歷程以及星海浮沉的故事。

## 演員
- 劉青雲 飾 潘家輝
- 霍思燕 飾 吳曉菲
- 余安安 飾 琪琪
- 黎耀祥 飾 阿偉
- 江漢 飾 輝父
- 梁珊 飾 輝母
- 曾國祥 飾 樂仔

### 友情演出
- 演員
  - 梁家輝
  - 鄭伊健
  - 薛凱琪
  - 周麗淇
  - 蔡一傑
  - 蔡一智
  - 蘇志威
  - 劉丹
  - 谷祖琳
  - 江美儀
  - 谷峰
  - 方平
- 導演
  - 許鞍華
  - 陳嘉上
  - 趙良駿
  - 董瑋
  - 陳果
  - 崔允信
  - 陸劍明
  - 鄧漢強

## 獎項
| 獎項       | 名單   | 結果 |
| ---------- | ------ | ---- |
| 最佳男主角 | 劉青雲 | 獲獎 |
| 最佳女配角 | 余安安 | 提名 |
| 最佳新演員 | 霍思燕 | 提名 |

## 外部連結
- 香港影庫上《我要成名》的資料（繁體中文）
- 開眼電影網上《我要成名》的資料（繁體中文）
- 时光网上《我要成名》的資料（简体中文）
- 豆瓣电影上《我要成名》的資料 （简体中文）
- 爛番茄上《我要成名》的資料（英文）
- AllMovie上《我要成名》的资料（英文）
- 互联网电影数据库（IMDb）上《我要成名》的资料（英文）